# Monika Rollier
Monika Rollierová, rozená Topinková, (* 1980 Nový Bor) je česká reprezentantka v orientačním běhu. Mezi její největší úspěchy na mezinárodní scéně patří 31. místo z mistrovství světa 2009 a 46. místo z mistrovství Evropy 2008 v Litvě. V současnosti běhá za český klub OK 99 Hradec Králové a norský klub KOK – Kristiansand za který startuje ve Skandinávii. V roce 2016 se vdala za švýcarského orientačního běžce Baptiste Rolliera.

## Sportovní kariéra

### Umístění na MS a ME
| Přehled úspěchů na Mistrovství světa | Přehled úspěchů na Mistrovství světa | Přehled úspěchů na Mistrovství světa | Přehled úspěchů na Mistrovství světa | Přehled úspěchů na Mistrovství světa |
| Mistrovství světa                    | Sprint                               | Middle                               | Long                                 | Štafety                              |
| ------------------------------------ | ------------------------------------ | ------------------------------------ | ------------------------------------ | ------------------------------------ |
| Miskolc 2009                         | 31. místo                            | X                                    | X                                    | X                                    |
| Savojsko 2011                        | 44. místo                            | X                                    | X                                    | X                                    |

| Přehled úspěchů na Mistrovství Evropy | Přehled úspěchů na Mistrovství Evropy | Přehled úspěchů na Mistrovství Evropy | Přehled úspěchů na Mistrovství Evropy | Přehled úspěchů na Mistrovství Evropy |
| Mistrovství Evropy                    | Sprint                                | Middle                                | Long                                  | Štafety                               |
| ------------------------------------- | ------------------------------------- | ------------------------------------- | ------------------------------------- | ------------------------------------- |
| Ventspils 2008                        | 46. místo                             | X                                     | Kval.                                 | X                                     |
| Primorsko 2010                        | 46. místo                             | 46. místo                             | X                                     | X                                     |

### Umístění na MČR
| Umístění na Mistrovství České republiky v orientačním běhu | Umístění na Mistrovství České republiky v orientačním běhu | Umístění na Mistrovství České republiky v orientačním běhu | Umístění na Mistrovství České republiky v orientačním běhu | Umístění na Mistrovství České republiky v orientačním běhu | Umístění na Mistrovství České republiky v orientačním běhu | Umístění na Mistrovství České republiky v orientačním běhu |
| Rok                                                        | Kategorie                                                  | Klasická trať                                              | Krátká trať                                                | Sprint                                                     | Dlouhá trať                                                | Noční                                                      |
| ---------------------------------------------------------- | ---------------------------------------------------------- | ---------------------------------------------------------- | ---------------------------------------------------------- | ---------------------------------------------------------- | ---------------------------------------------------------- | ---------------------------------------------------------- |
| 1995                                                       | D16 – mladší dorostenky                                    | 18. místo                                                  |                                                            |                                                            |                                                            | 4. místo                                                   |
| 1996                                                       | D16 – mladší dorostenky                                    | 10. místo                                                  | 21. místo                                                  |                                                            |                                                            | 1. místo                                                   |
| 1996                                                       | D18 – starší dorostenky                                    |                                                            |                                                            |                                                            | disk                                                       |                                                            |
| 1997                                                       | D18 – starší dorostenky                                    | 2. místo                                                   |                                                            |                                                            | 15. místo                                                  | 3. místo                                                   |
| 1998                                                       | D18 – starší dorostenky                                    | 7. místo                                                   |                                                            |                                                            | disk                                                       | 5. místo                                                   |
| 1999                                                       | D20 – juniorky                                             | 1. místo                                                   | 4. místo                                                   |                                                            | 6. místo                                                   | 2. místo                                                   |
| 1999                                                       | D21 – ženy                                                 |                                                            |                                                            | 16. místo                                                  |                                                            |                                                            |
| 2000                                                       | D20 – juniorky                                             | 16. místo                                                  | 3. místo                                                   |                                                            | 7. místo                                                   | 11. místo                                                  |
| 2001                                                       | D21 – ženy                                                 | 13. místo                                                  | 23. místo                                                  |                                                            |                                                            | 11. místo                                                  |
| 2002                                                       | D21 – ženy                                                 | 24. místo                                                  | 5. místo                                                   |                                                            | 7. místo                                                   | 5. místo                                                   |
| 2003                                                       | D21 – ženy                                                 |                                                            |                                                            | 25. místo                                                  |                                                            | 4. místo                                                   |
| 2004                                                       | D21 – ženy                                                 | 12. místo                                                  | 15. místo                                                  | 18. místo                                                  |                                                            | 11. místo                                                  |
| 2005                                                       | D21 – ženy                                                 |                                                            | 38. místo                                                  | 5. místo                                                   | 6. místo                                                   |                                                            |
| 2006                                                       | D21 – ženy                                                 | 20. místo                                                  | 13. místo                                                  | 8. místo                                                   |                                                            | 3. místo                                                   |
| 2007                                                       | D21 – ženy                                                 | 11. místo                                                  | 7. místo                                                   | 22. místo                                                  | 3. místo                                                   | 2. místo                                                   |
| 2008                                                       | D21 – ženy                                                 | 16. místo                                                  | disk                                                       | 6. místo                                                   |                                                            | 4. místo                                                   |
| 2009                                                       | D21 – ženy                                                 | 15. místo                                                  | 4. místo                                                   | 19. místo                                                  |                                                            |                                                            |
| 2010                                                       | D21 – ženy                                                 | 18. místo                                                  | 7. místo                                                   | 3. místo                                                   |                                                            | 1. místo                                                   |
| 2011                                                       | D21 – ženy                                                 | 8. místo                                                   |                                                            | 4. místo                                                   |                                                            |                                                            |
| 2012                                                       | D21 – ženy                                                 | 9. místo                                                   | 10. místo                                                  | 8. místo                                                   |                                                            |                                                            |
| 2013                                                       | D21 – ženy                                                 | 7. místo                                                   | 12. místo                                                  | 10. místo                                                  |                                                            |                                                            |
| 2014                                                       | D21 – ženy                                                 |                                                            | 13. místo                                                  | 10. místo                                                  |                                                            |                                                            |
| 2015                                                       | D21 – ženy                                                 | 20. místo                                                  | 23. místo                                                  | 18. místo                                                  |                                                            |                                                            |
| 2016                                                       | D21 – ženy                                                 | 10. místo                                                  | 33. místo                                                  | 4. místo                                                   |                                                            |                                                            |
| 2017                                                       | D21 – ženy                                                 | 65. místo                                                  | 45. místo                                                  | 13. místo                                                  |                                                            |                                                            |